# Pallavolo Lecco Alberto Picco 2022-2023
Questa voce raccoglie le informazioni riguardanti la Pallavolo Lecco Alberto Picco nelle competizioni ufficiali della stagione 2022-2023.

## Stagione
Nella stagione 2022-23 la Pallavolo Lecco Alberto Picco assume la denominazione sponsorizzata di Orocash Lecco.
Partecipa per la quarta volta al campionato di Serie A2 terminando il girone A della regular season al nono posto in classifica. Disputa quindi la pool salvezza che chiude al terzo posto.

## Organigramma societario
Area direttiva
- Presidente: Dario Righetti
- Direttore sportivo: Alessandro Alippi
- Team manager: Giovanni Dossi
- Segreteria: Flavia Tavola

Area tecnica
- Allenatore: Gianfranco Milano
- Allenatore in seconda: Matteo Marongiu

Area comunicazione
- Addetto stampa: Alice Groppelli
- Comunicazione ed eventi: Stefano Lullia

## Rosa
| N° | Nome                | Ruolo | Data di nascita   | Nazionalità sportiva |
| -- | ------------------- | ----- | ----------------- | -------------------- |
| 1  | Rebecca Rimoldi     | P     | 25 maggio 1998    | Italia               |
| 2  | Martina Bracchi     | O     | 25 aprile 2002    | Italia               |
| 3  | Arianna Lancini     | S     | 10 febbraio 1996  | Italia               |
| 6  | Chiara Albano       | C     | 9 agosto 1999     | Italia               |
| 7  | Livia Tresoldi      | C     | 2 agosto 1998     | Italia               |
| 8  | Maria Teresa Bassi  | S     | 28 settembre 2002 | Italia               |
| 9  | Maddalena Citterio  | S     | 3 giugno 2004     | Italia               |
| 10 | Gaia Belloni        | P     | 30 luglio 2004    | Italia               |
| 11 | Federica Piacentini | C     | 7 marzo 2001      | Italia               |
| 13 | Ilaria Bonvicini    | L     | 28 febbraio 1997  | Italia               |
| 16 | Vitalia Marmen      | S     | 3 febbraio 1997   | Israele              |
| 17 | Anna Rocca          | L     | 17 giugno 2002    | Italia               |
| 18 | Serena Zingaro      | S     | 19 luglio 1993    | Italia               |

## Mercato
| Acquisti | Acquisti            | Acquisti         | Acquisti   |
| R.       | Nome                | da               | Modalità   |
| -------- | ------------------- | ---------------- | ---------- |
| C        | Chiara Albano       | Melendugno       | definitivo |
| S        | Maria Teresa Bassi  | Futura Giovani   | definitivo |
| P        | Gaia Belloni        | Certosa          | definitivo |
| L        | Ilaria Bonvicini    | Adolfo Consolini | definitivo |
| S        | Maddalena Citterio  | Pro Victoria     | definitivo |
| S        | Vitalia Marmen      | Georgia Tech     | definitivo |
| C        | Federica Piacentini | Vicenza          | definitivo |
| C        | Livia Tresoldi      | Volano           | definitivo |

| Cessioni | Cessioni         | Cessioni          | Cessioni   |
| R.       | Nome             | a                 | Modalità   |
| -------- | ---------------- | ----------------- | ---------- |
| C        | Ilaria Garzaro   | ?                 | ?          |
| O        | Irene Lanzarotti | Garlasco          | definitivo |
| C        | Noemi Marsengo   | L'Alba            | definitivo |
| P        | Marina Perego    | Concorezzo        | definitivo |
| O        | Sonia Ratti      | Millenium Brescia | definitivo |
| C        | Monica Rettani   | Don Colleoni      | definitivo |
| L        | Marta Vittani    | Arosio            | definitivo |

## Risultati

### Serie A2

#### Girone di andata
| 1ª Giornata - 23 ottobre 2022 PalaFrancescucci, Casnate con Bernate        | Alba          | 1 - 3 | Lecco Picco       | 24-26, 25-18, 21-25, 17-25        |
| 2ª Giornata - 30 ottobre 2022 PalaBione, Lecco                             | Lecco Picco   | 1 - 3 | Mondovì           | 25-17, 11-25, 20-25, 20-25        |
| 3ª Giornata - 5 novembre 2022 Centro Pavesi, Milano                        | Club Italia   | 3 - 1 | Lecco Picco       | 20-25, 25-19, 25-18, 25-20        |
| 4ª Giornata - 9 novembre 2022 PalaBione, Lecco                             | Lecco Picco   | 0 - 3 | Millenium Brescia | 25-27, 19-25, 14-25               |
| 5ª Giornata - 13 novembre 2022 Palestra Vezio Magagni, Castelnuovo Rangone | Montale       | 0 - 3 | Lecco Picco       | 18-25, 23-25, 21-25               |
| 6ª Giornata - 20 novembre 2022 PalaBione, Lecco                            | Lecco Picco   | 2 - 3 | Futura Giovani    | 18-25, 14-25, 25-21, 25-23, 13-15 |
| 7ª Giornata - 23 novembre 2022 PalaPaganelli, Sassuolo                     | Idea Sassuolo | 2 - 3 | Lecco Picco       | 25-16, 22-25, 26-24, 22-25, 9-15  |
| 8ª Giornata - 27 novembre 2022 PalaBione, Lecco                            | Lecco Picco   | 1 - 3 | Esperia           | 29-31, 25-19, 16-25, 14-25        |
| 9ª Giornata - 4 dicembre 2022 PalaCoim, Offanengo                          | Offanengo     | 3 - 2 | Lecco Picco       | 27-25, 24-26, 25-27, 25-23, 15-7  |
| 10ª Giornata - 11 dicembre 2022 PalaBione, Lecco                           | Lecco Picco   | 3 - 2 | Trentino          | 16-25, 14-25, 25-23, 25-23, 15-13 |
| 11ª Giornata - 18 dicembre 2022 Geopalace, Olbia                           | Hermaea       | 3 - 0 | Lecco Picco       | 26-24, 25-20, 25-22               |

#### Girone di ritorno
| 12ª Giornata - 26 dicembre 2022 PalaBione, Lecco        | Lecco Picco       | 3 - 0 | Alba          | 25-18, 25-21, 25-17              |
| 13ª Giornata - 8 gennaio 2023 PalaManera, Mondovì       | Mondovì           | 3 - 0 | Lecco Picco   | 25-17, 25-19, 25-23              |
| 14ª Giornata - 15 gennaio 2023 PalaBione, Lecco         | Lecco Picco       | 3 - 0 | Club Italia   | 25-17, 25-22, 25-21              |
| 15ª Giornata - 21 febbraio 2023 PalaGeorge, Montichiari | Millenium Brescia | 3 - 1 | Lecco Picco   | 25-21, 24-26, 25-22, 25-14       |
| 16ª Giornata - 22 gennaio 2023 PalaBione, Lecco         | Lecco Picco       | 3 - 1 | Montale       | 25-19, 18-25, 26-24, 30-28       |
| 17ª Giornata - 4 febbraio 2023 PalaBorsani, Castellanza | Futura Giovani    | 3 - 1 | Lecco Picco   | 25-16, 27-25, 20-25, 25-20       |
| 18ª Giornata - 8 febbraio 2023 PalaBione, Lecco         | Lecco Picco       | 1 - 3 | Idea Sassuolo | 28-30, 24-26, 25-19, 18-25       |
| 19ª Giornata - 11 febbraio 2023 PalaRadi, Cremona       | Esperia           | 3 - 1 | Lecco Picco   | 28-26, 19-25, 25-14, 25-19       |
| 20ª Giornata - 19 febbraio 2023 PalaBione, Lecco        | Lecco Picco       | 0 - 3 | Offanengo     | 22-25, 20-25, 17-25              |
| 21ª Giornata - 26 febbraio 2023 PalaSanbapolis, Trento  | Trentino          | 3 - 2 | Lecco Picco   | 23-25, 23-25, 25-21, 25-17, 15-8 |
| 22ª Giornata - 5 marzo 2023 PalaBione, Lecco            | Lecco Picco       | 0 - 3 | Hermaea       | 20-25, 22-25, 16-25              |

#### Pool salvezza
| 1ª Giornata - 12 marzo 2023 PalaBione, Lecco                       | Lecco Picco | 3 - 0 | Sant'Anna   | 25-14, 26-24, 25-21              |
| 2ª Giornata - 18 marzo 2023 Palasport Città di Vicenza, Vicenza    | Vicenza     | 3 - 1 | Lecco Picco | 25-22, 25-23, 22-25, 26-24       |
| 3ª Giornata - 22 marzo 2023 PalaIaquaniello, Sant'Elia Fiumerapido | Assitec     | 2 - 3 | Lecco Picco | 21-25, 20-25, 25-19, 28-26, 7-15 |
| 4ª Giornata - 26 marzo 2023 PalaBione, Lecco                       | Lecco Picco | 3 - 0 | Marsala     | 25-17, 25-19, 25-19              |
| 5ª Giornata - 2 aprile 2023 PalaPellini, Perugia                   | Perugia     | 0 - 3 | Lecco Picco | 22-25, 15-25, 21-25              |
| 6ª Giornata - 16 aprile 2023 Palestra UniMe, Messina               | Sant'Anna   | 3 - 1 | Lecco Picco | 30-28, 23-25, 25-17, 25-23       |
| 7ª Giornata - 23 aprile 2023 PalaBione, Lecco                      | Lecco Picco | 3 - 1 | Vicenza     | 25-17, 25-15, 23-25, 25-17       |
| 8ª Giornata - 26 aprile 2023 PalaBione, Lecco                      | Lecco Picco | 3 - 2 | Assitec     | 25-20, 25-20, 23-25, 16-25, 15-8 |
| 9ª Giornata - 30 aprile 2023 Palazzetto dello Sport, Marsala       | Marsala     | 1 - 3 | Lecco Picco | 26-28, 22-25, 25-21, 26-28       |
| 10ª Giornata - 7 maggio 2023 PalaBione, Lecco                      | Lecco Picco | 0 - 3 | Perugia     | 20-25, 19-25, 15-25              |

## Statistiche

### Statistiche di squadra
| Competizione | Punti | In casa | In casa | In casa | In trasferta | In trasferta | In trasferta | Totale | Totale | Totale |
| Competizione | Punti | G       | V       | P       | G            | V            | P            | G      | V      | P      |
| ------------ | ----- | ------- | ------- | ------- | ------------ | ------------ | ------------ | ------ | ------ | ------ |
| Serie A2     | 41    | 16      | 8       | 8       | 16           | 6            | 10           | 32     | 14     | 18     |
| Totale       | -     | 16      | 8       | 8       | 16           | 6            | 10           | 32     | 14     | 18     |

G = partite giocate; V = partite vinte; P = partite perse 

### Statistiche dei giocatori
| Giocatore     | Serie A2 | Serie A2 | Serie A2 | Serie A2 | Serie A2 | Totale | Totale | Totale | Totale | Totale |
| Giocatore     | P        | PT       | AV       | MV       | BV       | P      | PT     | AV     | MV     | BV     |
| ------------- | -------- | -------- | -------- | -------- | -------- | ------ | ------ | ------ | ------ | ------ |
| C. Albano     | 26       | 139      | 110      | 21       | 8        | 26     | 139    | 110    | 21     | 8      |
| M. Bassi      | 28       | 169      | 137      | 26       | 6        | 28     | 169    | 137    | 26     | 6      |
| G. Belloni    | 19       | 4        | 3        | 0        | 1        | 19     | 4      | 3      | 0      | 1      |
| I. Bonvicini  | 32       | 0        | 0        | 0        | 0        | 32     | 0      | 0      | 0      | 0      |
| M. Bracchi    | 29       | 506      | 466      | 19       | 21       | 29     | 506    | 466    | 19     | 21     |
| M. Citterio   | 14       | 6        | 3        | 1        | 2        | 14     | 6      | 3      | 1      | 2      |
| A. Lancini    | 30       | 276      | 239      | 21       | 16       | 30     | 276    | 239    | 21     | 16     |
| V. Marmen     | 10       | 28       | 20       | 4        | 4        | 10     | 28     | 20     | 4      | 4      |
| F. Piacentini | 29       | 270      | 198      | 59       | 13       | 29     | 270    | 198    | 59     | 13     |
| R. Rimoldi    | 32       | 38       | 15       | 11       | 12       | 32     | 38     | 15     | 11     | 12     |
| A. Rocca      | 23       | 4        | 2        | 2        | 0        | 23     | 4      | 2      | 2      | 0      |
| L. Tresoldi   | 26       | 164      | 125      | 30       | 9        | 26     | 164    | 125    | 30     | 9      |
| S. Zingaro    | 32       | 314      | 283      | 20       | 11       | 32     | 314    | 283    | 20     | 11     |

P = presenze; PT = punti totali; AV = attacchi vincenti; MV = muri vincenti; BV = battute vincenti